# رود (ساز)
رود یک ساز موسیقی زهی ایرانی است. در ادبیات کلاسیک فارسی در اشعار رودکی، حافظ، ناصر خسرو، سنایی، فردوسی و نظامی از رود یاد شده‌است.
همه شب ببودند با نای و رود
همی داد هرکس به خسرو درود

غیر از یک ساز خاص، رود به مطلق سرود‌ و نغمه نیز اطلاق می‌شده است:
بفرمود تا پیش او خواندند
ابا رودسازانش بنشاندند

همچنین یکی از معانی آن نیز «آرشه» است که با کمک آن سازهایی را می‌نواختند:
به بربط چو بایست برساخت رود
برآورد مازندرانی سرود